# Cybersexisme
Le cybersexisme est une forme de cyberharcèlement conduite par divers supports technologiques.
Il peut prendre différentes formes, comme la propagation de rumeurs, l'envoi de messages diffamatoires ou de photos et vidéos à caractère sexuel. Le cybersexisme a la particularité de réduire les personnes à leur apparence physique ou à leur comportement intime,. Il vise à contrôler la sexualité des filles, à survaloriser la virilité des garçons et d'instaurer un système de domination d'un sexe sur l'autre.

## Étymologie
Mot composé du préfixe « cyber », apocope de « cybernétique » et de « sexisme ». Le terme s'emploie pour désigner les violences et discriminations affichées sur les médias, notamment les réseaux sociaux.

## Origines
L'origine du cybersexisme est liée au développement des réseaux sociaux. Dans la vie des adolescents, les réseaux sociaux sont devenus de plus en plus importants, et les jeunes passent la majorité de leur temps sur la toile à partager des informations (photographies, vidéos, etc.) sur leur vie privée. Cette addiction aux réseaux sociaux a eu un impact négatif sur certains adolescents[réf. nécessaire] qui peuvent se servir de ces informations pour blesser ou se moquer de leurs pairs.

## Description du phénomène
Une étude a été menée par l’Observatoire Universitaire International d’Éducation et Prévention (OUIEP) de l’Université Paris-Est-Créteil-Val-de-Marne, dans les établissements scolaires franciliens (de la cinquième à la seconde) auprès de 1 200 élèves.
Les violences sexistes et sexuelles sont plus nombreuses virtuellement qu'hors ligne, où 30 % des élèves déclarent avoir déjà été insultés une fois au moins pendant l'année scolaire. Grâce au développement d'internet et des réseaux sociaux, le cybersexisme est en forte augmentation depuis plusieurs années.
En 2013, selon l’enquête de victimisation du ministère de l’Éducation nationale, 17 % des collégiennes et lycéennes ont été confrontées aux insultes et aux humiliations à connotation sexuelle par le biais de photos, vidéos ou textos envoyées sans leur accord, via Internet et les réseaux sociaux, contre 11 % des garçons. La réalisation de selfies intimes concerne 6 à 7,5 % des élèves. Parmi ces derniers, 4 % des filles les ont faits sous contrainte ou menace, le plus souvent de la part de leur petit ami.
Au collège, 21 % des filles rapportent avoir subi au moins une forme de cyberviolence, liées à sur leur apparence physique, contre 15 % des garçons. Les victimes sont principalement les jeunes filles et les adolescents LGBT. Ce harcèlement influe socialement sur les personnes concernées : 20 % des filles et 7 % des garçons interrogés dans cette étude reconnaissent avoir adapté leur tenue vestimentaire pour « garder une bonne réputation ». Des lois interdisent le cybersexisme, mais elles ne sont pas tout le temps appliquées.

## Prévention
Le phénomène de cybersexisme est assez méconnu, mais en France, des campagnes de prévention, menées par exemple par le Centre Hubertine Auclert et la région Île-de-France, ont commencé en 2015 à travers des interventions dans les collèges et les lycées, des spots publicitaires et des conférences. « Notre cible ce sont les adolescents. L'objectif c'est de dénoncer le cybersexisme et ses conséquences et de donner les outils pour lutter contre cette nouvelle forme de violence », explique Clémence Pajot, directrice du centre Hubertine Auclert, dans Le Figaro. En octobre 2017, un site internet conçu par le Centre Hubertine Auclert et destiné à la lutte contre le cybersexisme voit le jour : www.stop-cybersexisme.com. Il propose des ressources à destination des victimes, des témoins et des professionnel-le-s. De même certaines association, comme Stopfisha on fait de la prévention et de l'accompagne des victimes le cœur de leurs actions.
La Plateforme Jeunes Violences Écoute, mise en place par le Conseil Régional d’Île-de-France offre une ligne téléphonique d’écoute et un site internet, qui proposent des conseils, un espace confidentiel pour poser des questions et un forum d’entraide.
Le numéro vert net-écoute, créé à l’initiative de la Commission Européenne et géré, en France, par l’association e-Enfance, accompagne les jeunes dans leur utilisation d’internet, des jeux vidéo et du téléphone portable. Il conseille les victimes de cyberviolences sur les moyens d’action.

## Critiques des réseaux sociaux
Il n'est pas rare de voir des femmes ridiculisées ou maltraitées sur des réseaux sociaux, vus potentiellement par des millions de personnes. Facebook, par exemple, censure les vidéos contenant de la nudité, mais pas certaines vidéos montrant des violences explicites.

## Formes de cybersexisme
Le cybersexisme repose sur l'utilisation de différents supports technologiques : tablettes, téléphones portables, ordinateurs... L'échange de vidéos, photographies ou de messages, à caractère humiliant ou diffamatoire, au contenu parfois sexuel, s'effectue via l'utilisation de différentes applications telles que Facebook, Twitter, Snapchat, Instagram, etc.

## Conséquences
Le cybersexisme peut avoir de lourdes conséquences sur la vie des victimes : perte d'estime de soi, de concentration, sentiment d’insécurité, isolement, voire idées suicidaires. Il est estimé qu'un élève sur quatre victime de violences ne se confie pas. Les jeunes filles sont plus souvent culpabilisées, et craignent que les adultes ne sanctionnent leurs usages numériques, en leur interdisant la fréquentation de certains site ou en supprimant leur téléphone par exemple. Hormis la honte, les jeunes considèrent que ces expériences concernent leur découverte de la sexualité et d'indépendance vis-à-vis de leurs parents.

## Nouveaux mots liés au cybersexisme
Un vocabulaire nouveau apparaît autour de la notion de "cybersexisme" :
- cyberharcèlement : acte agressif intentionnel répété via les réseaux.
- happy slapping : appelé aussi vidéolynchage, qui a pour but la diffusion d'agression physique d'une personne.
- revenge porn (revanche pornographique) : consiste à publier sur internet des clichés à caractère sexuel d'un ex-partenaire afin de l'humilier.
- sexting : désigne l'envoi de messages à caractère sexuel (sextos) par SMS ou MMS.
- slut shaming : consiste à faire honte aux filles dont la tenue, le comportement ou l'allure sont jugés provocants ou hors-normes.

### Sources et bibliographie
- (en) Laurie Penny, Cybersexism: Sex, Gender and Power on the Internet, Bloomsbury Publishing, 2013, 45 p.  (ISBN 978-1408853207)

### Ressources
- « Malle « Ressources sur le cybersexisme » | Centre Hubertine Auclert », sur www.centre-hubertine-auclert.fr (consulté le 1er octobre 2024).

- « Kit de campagne #StopCybersexisme | Centre Hubertine Auclert », sur www.centre-hubertine-auclert.fr (consulté le 30 septembre 2024).

- « Petit manuel d'autodéfense contre le harcèlement sur Internet et le cybersexisme| Centre Hubertine Auclert », sur www.centre-hubertine-auclert.fr (consulté le 30 septembre 2024).

- « Etude « Le cybersexisme chez les adolescent·es (12-15 ans) » - Etude sociologique dans les établissements franciliens de la 5e à la 2nde | Centre Hubertine Auclert », sur www.centre-hubertine-auclert.fr (consulté le 1er octobre 2024).

- « Synthèse « Le cybersexisme chez les adolescent·es (12-15 ans) » - Étude sociologique dans les établissements franciliens de la 5e à la 2nde | Centre Hubertine Auclert », sur www.centre-hubertine-auclert.fr (consulté le 1er octobre 2024).